# Hottentotta krivokhatskyi
Espèce
Hottentotta krivokhatskyi est une espèce de scorpions de la famille des Buthidae.

## Distribution
Cette espèce est endémique du Baloutchistan au Pakistan. Elle se rencontre vers Zhob et Quetta.

## Description
Le mâle holotype mesure 82,015 mm et la femelle paratype 72,848 mm.

## Étymologie
Cette espèce est nommée en l'honneur de Viktor A. Krivokhatsky.

## Publication originale
- Kovařík, Yağmur & Fet, 2019 : « Review of Hottentotta described by A. A. Birula, with descriptions of two new species and comments on Birula’s collection (Scorpiones: Buthidae). » Euscorpius, no 282, p. 1-30 (texte intégral).